# Бурган (село)
Бурган (каз. Бұрған) — село в Жамбылском районе Алматинской области Казахстана. Входит в состав Каракастекского сельского округа. Код КАТО — 194251200.

## Население
В 1999 году население села составляло 619 человек (297 мужчин и 322 женщины). По данным переписи 2009 года, в селе проживал 861 человек (418 мужчин и 443 женщины).